# Хигасисиракава (уезд)
Хигасисиракава (яп. 東白川郡 Хигасисиракава-гун) уезд расположен в префектуре Фукусима, Япония.

Расположение уезда Хигасисиракава в префектуре Фукусима.

По оценкам на 1 апреля 2017 года, население составляет 35,408 человек, площадь 208.62 км ², плотность 170 человек / км ². 

## Посёлки и сёла
- Ханава
- Танагура
- Ямацури
- Самегава